# Neotrichoporoides partiscutellum
Neotrichoporoides partiscutellum är en stekelart som först beskrevs av Girault 1913.  Neotrichoporoides partiscutellum ingår i släktet Neotrichoporoides och familjen finglanssteklar. Inga underarter finns listade i Catalogue of Life.